# Lista över Liechtensteins furstar
Furstendömet Liechtenstein är ett furstehus, inrättat som furstendöme på 1600-talet med Schloss Liechtenstein i Niederösterreich, som sedan 1100-talet tillhört ätten von Liechtenstein som huvudsäte.
1699 och 1712 köpte ätten furstendömena Schellenberg och Vaduz, som 1719 kom att förenas till det suveräna furstendömet Liechtenstein.
Statschefen bär följande titel: furste av Liechtenstein, hertig av Troppau och Jägerndorf, greve av Rietberg, överhuvud för Huset von und zu Liechtenstein.
Hans Adam II är landets furste sedan 1989, men 2004 delegerade han de flesta statschefsuppgifterna till sin äldste son, tronföljaren arvprins Alois

## Furstelängd
| Nr  | Porträtt | Namn                | Livstid   | Regeringsperiod                  | Ålder (år) vid trontillträdet | Tid på tronen       |
| --- | -------- | ------------------- | --------- | -------------------------------- | ----------------------------- | ------------------- |
| 1.  |          | Karl I              | 1569–1627 | 1608–1627                        | 39                            | 19 år               |
| 2.  |          | Karl Eusebius       | 1611–1684 | 1627–1684                        | 16                            | 57 år               |
| 3.  |          | Johann Adam Andreas | 1657–1712 | 1684–1712                        | 42                            | 28 år               |
| 4.  |          | Josef Wenzel        | 1696–1772 | 1712–1718 (1732–1745, 1748–1772) | 16                            | 43 år               |
| 5.  |          | Anton Florian       | 1656–1721 | 1718–1721                        | 62                            | 3 år                |
| 6.  |          | Josef Johann Adam   | 1690–1732 | 1721–1732                        | 31                            | 11 år               |
|     |          | (Josef Wenzel)      | 1696–1772 | 1732–1745 (1712–1718, 1748–1772) | 16                            | 43 år               |
| 7.  |          | Johann Nepomuk Karl | 1724–1748 | 1732–17481                       | 8                             | 16 år               |
|     |          | (Josef Wenzel)      | 1696–1772 | 1748–1772 (1712–1718, 1732–1745) | 16                            | 43 år               |
| 8.  |          | Frans Josef I       | 1726–1781 | 1772–1781                        | 46                            | 9 år                |
| 9.  |          | Alois I             | 1759–1805 | 1781–1805                        | 22                            | 24 år               |
| 10. |          | Johan I             | 1760–1836 | 1805–1836                        | 45                            | 31 år               |
| 11. |          | Aloys II            | 1796–1858 | 1836–1858                        | 40                            | 22 år               |
| 12. |          | Johan II            | 1840–1929 | 1858–1929                        | 18                            | 71 år               |
| 13. |          | Frans I             | 1853–1938 | 1929–1938                        | 76                            | 9 år                |
| 14. |          | Franz Josef II      | 1906–1989 | 1938–1989                        | 32                            | 51 år               |
| 15. |          | Hans Adam II        | f. 1945   | sedan 13 november 1989           | 44                            | 35 år och 255 dagar |

1 Johann Nepomuk Wenzel: 1732–1745 under sin farbrors Josef Wenzels förmynderskap, då han blev furste som åttaåring.

## Furstinnor (gemåler)
- Prinsessan Anna Maria von Liechtenstein
- Grevinna Leopoldine av Sternberg
- Grevinna Karoline av Manderscheid-Blankenheim
- Prinsessan Josefa zu Fürstenberg-Weitra
- Franziska Kinsky von Wchinitz und Tettau
- Elsa von Gutmann
- Grevinna Georgina av Wilczek
- Marie Kinsky von Wchinitz und Tettau

### Nuvarande arvprinsar
- Alois (född 1968, son till furst Hans-Adam II), furstens ställföreträdare
  - Joseph Wenzel (född 1995, son till arvprins Alois)